# 373 v. Chr.
Portal Geschichte | Portal Biografien | Aktuelle Ereignisse | Jahreskalender | Tagesartikel

◄ |
5. Jahrhundert v. Chr. |
4. Jahrhundert v. Chr. |
3. Jahrhundert v. Chr. |
►

◄ | 390er v. Chr. | 380er v. Chr. | 370er v. Chr. | 360er v. Chr. |
350er v. Chr. |
►

◄◄ | ◄ | 376 v. Chr. | 375 v. Chr. | 374 v. Chr. | 373 v. Chr. |
372 v. Chr. |
371 v. Chr. |
370 v. Chr. |
► |
►►

## Ereignisse

### Politik und Weltgeschehen
- Den Persern gelingt es im Krieg mit den Ägyptern, an einem Nebenarm des Nils fußzufassen. Eine Gegenoffensive der Ägypter unter Pharao Nektanebos I. wirft die Perser jedoch zurück, die daraufhin die Angriffe auf Ägypten einstellen.
- 373 oder 374 v. Chr.: Nikokles wird nach dem Tod seines Vaters Euagoras I. König von Salamis auf Zypern.

### Religion
- In Delphi wird der Apollon-Tempel errichtet, der Sitz des Orakels von Delphi.

### Katastrophen

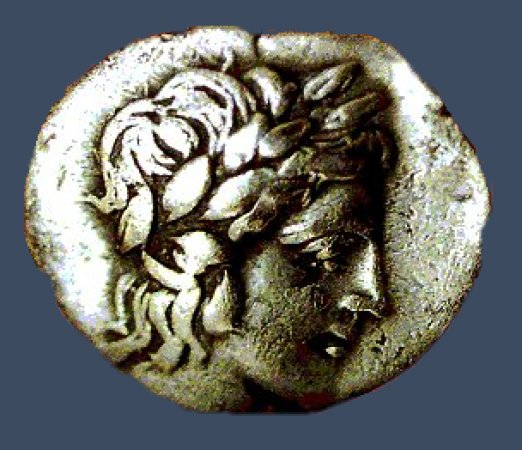
Münze aus Helike

- Winter: Ein starkes Seebeben im Golf von Korinth löst eine Flutwelle aus, die die bedeutende griechische Stadt Helike vollkommen zerstört und nahezu alle Bewohner ihr Leben kostet. Das Wasser fließt nach dem Abebben der Welle nicht zurück, sondern bildet für mehrere Jahrhunderte eine Lagune, aus der die Ruinen der Stadt ragen. Auch die Städte Aigai, Olenos und Rhypes werden wegen ihres desolaten Zustandes von der Bevölkerung aufgegeben. Diese Naturkatastrophe wird von manchen als historischer Hintergrund für die Legende vom Untergang von Atlantis gesehen. Sie wurde von Zeitgenossen mit dem Erscheinen des Großen Kometen von 373 vor Christus in Verbindung gebracht.

## Gestorben
- 373 oder 374 v. Chr.: Euagoras I., König von Salamis (* um 435 v. Chr.)